# Ley de Lenguas de Aragón (2013)
Para la Ley de 2009, véase Ley de Lenguas de Aragón (2009)
La Ley 3/2013 de uso, protección y promoción de las lenguas y modalidades lingüísticas de Aragón (conocida informalmente como Ley de Lenguas de Aragón) es una norma legal de Aragón (España) aprobada por su parlamento autonómico el 9 de mayo de 2013 que establece el marco de regulación de la pluralidad lingüística de Aragón, derogando a su vez la Ley 10/2009 de uso protección y promoción de las lenguas propias de Aragón que era la anterior norma que reglaba esta materia. La aprobación de la ley contó con el apoyo de PP y PAR, partidos que en ese momento tenían la mayoría en la cámara aragonesa, mientras que se opusieron a la ley PSOE, IU y CHA.
La gestación y aprobación de la ley ha estado unida a una intensa controversia social, política y mediática en la que influyen las posturas encontradas entre el catalanismo y el anticatalanismo. Aunque en septiembre de 2015 el gobierno autonómico aragonés, tras pasar al control del PSOE, anunció su intención de derogar la ley de 2013 y restablecer la de 2009,  finalmente optó por introducir en el ordenamiento legislativo aragonés que las lenguas y modalidades lingüísticas propias a las que se refiere la ley de 2013 son en concreto el aragonés y el catalán de Aragón.

## Antecedentes
- El 10 de agosto de 1982: Ley Orgánica 8/1982 del Estatuto de Autonomía de Aragón.
- El 1 de febrero de 1984: Declaración de Mequinenza, que dio origen al convenio entre el Gobierno de Aragón y el Ministerio de Educación y Ciencia para la implantación de la asignatura voluntaria de catalán en los municipios que desearan.
- El 30 de diciembre de 1996: Ley Orgánica 5/1996 de reforma del Estatuto de Autonomía de Aragón que modificó su artículo 7 dejando su contenido en: Las lenguas y modalidades lingüísticas propias de Aragón disfrutarán de protección. Se garantizará su enseñanza y el derecho de los hablantes en la forma que establezca una Ley de las Cortes de Aragón para las zonas de utilización predominante de aquellas.
- El 6 de noviembre de 1997: Dictamen de la Comisión especial de estudio sobre la política lingüística en Aragón, que declara que en Aragón se hablan tres lenguas: castellano, aragonés y catalán, estas dos últimas «con sus distintas modalidades».[10]
- 10 de marzo de 1999: Ley 3/1999 del Patrimonio Cultural Aragonés que establece en su artículo 4 que El aragonés y el catalán, lenguas minoritarias de Aragón, en el ámbito de las cuales están comprendidas las diversas modalidades lingüísticas, son una riqueza cultural propia y serán especialmente protegidas por la Administración.
- 30 de enero de 2001: Dictamen de la Comisión Jurídica Asesora de Aragón que concluye que «no es posible, desde el punto de vista de la adecuación a la constitucionalidad, regular mediante una ley ordinaria de Cortes de Aragón la oficialidad de unas lenguas distintas al castellano, ni tampoco otorgar mediante esa hipotética ley los efectos propios de la cooficialidad a la utilización de esas lenguas». Recordando asimismo que «las otras lenguas españolas podrán ser también oficiales, pero para ello es necesario un pronunciamiento específico en el propio Estatuto de Autonomía».[11]
- 13 de marzo de 2001: Anteproyecto de Ley de Lenguas de Aragón, que no llegaría a convertirse en proyecto de ley. En él se apostaba por la zonificación lingüística de Aragón en tres zonas, para lo cual se incluyó en el texto una relación de los municipios considerados aragonesparlantes y los considerados catalanoparlantes. A pesar de lo dictaminado meses antes por la Comisión Jurídica Asesora, el texto del anteproyecto establecía la cooficialidad de aragonés y del catalán en sus respectivas zonas de predominio lingüístico.
- Año 2003: Encuesta de usos lingüísticos en las comarcas orientales de Aragón, llevada a cabo por parte del Instituto Aragonés de Estadística.[12]
- Año 2004: Estadística de Usos Lingüísticos en la Franja de Aragón, realizada por la Generalidad de Cataluña[13]
- 22 de diciembre de 2009: aprobación de la primera Ley de Lenguas de Aragón, regulando el uso, la protección y la promoción del aragonés y el catalán como lenguas propias de Aragón.
- Año 2009: recurso presentado ante el Tribunal Constitucional por parte de 11 ayuntamientos afectados por la ley del 2009 contra esta, considerando que esta invadía las competencias locales y que por vía de hecho hace cooficial el catalán, lo cual no recoge el Estatuto de Autonomía de Aragón[14][15] De estos, 4 habían firmado anteriormente la Declaración: Fraga, Nonaspe, Valderrobres y La Codoñera (siendo los alcaldes de los tres primeros del PP y el del último del PSOE con apoyo del PAR).

## Origen y aprobación
Ya durante el proceso que llevó a la aprobación de la anterior Ley de Lenguas de Aragón, tanto el PP como el PAR fueron muy críticos con la inclusión en la ley de la denominación catalán para referirse a la lengua propia de Aragón hablada en la Franja de Aragón, llevándose a cabo desde estos partidos una campaña en contra de la aprobación de dicha ley centrada casi exclusivamente en el rechazo del reconocimiento del catalán como lengua propia de Aragón y de la utilización de dicho glotónimo para referirse a la lengua hablada en el Aragón Oriental y prometiendo modificarla en el caso de llegaran al gobierno tras las elecciones autonómicas de 2011. Los resultados de estos comicios llevaron a Luisa Fernanda Rudi a la presidencia del gobierno aragonés en un ejecutivo de coalición PP-PAR, anunciando ya en su discurso de investidura su disposición a modificar la ley de lenguas. Finalmente, en 2012 el Gobierno de Aragón optó por no reformar la ley vigente, y presentó en su lugar un proyecto de nueva ley denominada «Proyecto de ley de uso, protección y promoción de las lenguas y modalidades lingüísticas propias de Aragón», que sería aprobada el 9 de mayo de 2013 por las Cortes con los votos favorables del PP y del PAR, y con el rechazo del PSOE, CHA e IU.

## Contenido
A pesar de que ya la propia gestación de la ley motivó una extraordinaria polémica dentro y fuera de Aragón, los legisladores decidieron no modificar la anterior ley,  aunque la mayoría de los artículos del nuevo texto legal tienen un contenido sustancialmente idéntico a los de la ley de 2009, siendo en algunos casos los artículos de uno y otro texto idénticos. El cambio más relevante fue la supresión de las denominaciones académicas de "aragonés" y "catalán". La nueva ley modifica la denominación oficial de las lenguas propias de Aragón (ver apartado siguiente), alterando con ello el apartado de normalización y relevancia institucional de dichas lenguas previsto en la ley de 2009. Incidiendo además desde el propio título de la ley en que estas lenguas están formadas por modalidades lingüísticas con identidad propia, así mismo la ley también cambia sustancialmente la zonificación lingüística establecida en la anterior ley. Además, se sustituye buena parte de las expresiones de «se garantizará» por otras de menor impacto, como «se favorecerá» o «se promoverá».
Así, en cuanto a la regulación de derechos lingüísticos y actividad de las administraciones públicas aragonesas en relación con las lenguas propias e históricas la nueva ley recoge prácticamente el mismo contenido que ya recogía la ley de 2009 en materia de antroponimia, otorgamiento de instrumentos públicos, utilización de las lenguas propias históricas de Aragón en los órganos de gobierno de la administración local, enseñanza, presencia en medios de comunicación, protección del patrimonio lingüístico material e inmaterial, etc.
Únicamente se introducen ligeras modificaciones en aspectos menores relativos a la regulación de los topónimos y el uso por parte de los ciudadanos de las lenguas propias históricas para dirigirse a las instituciones aragonesas.
Así, el texto legal de 2009 preveía la posibilidad de que la denominación oficial de los topónimos de las zonas lingüísticas predominantes del aragonés y catalán pudiera ser en esas lenguas, mientras que el texto 2013 recoge esa misma posibilidad de que los topónimos tengan denominación en las lenguas propias e históricas, pero en un sistema de denominación doble bilingüe (en lengua propia histórica y en castellano).
En cuanto a los derechos de los hablantes de las lenguas propias históricas para dirigirse a las instituciones aragonesas, se sustituye la obligación de estas de contestar a los ciudadanos en la lengua por ellos utilizada, por la facultad potestativa de utilizar esas lenguas para realizar la contestación.

### Denominación de las lenguas propias
La denominación escogida en la ley de 2013 para las lenguas propias e históricas de Aragón fue el tema que más polémica causó durante el proceso de gestación de la ley y también en el tiempo posterior a su aprobación. Así, la ley suprimió la denominación de aragonés y de catalán que contenía el texto de 2009 para referirse a esas lenguas y las sustituye por los circunloquios: lengua aragonesa propia de las áreas pirenaica y prepirenaica para referirse al aragonés, y lengua aragonesa propia del área oriental para referirse al catalán. Además, remarcando el hecho de que esas dos lenguas están constituidas por modalidades lingüísticas propias, la ley permite que la denominación que oficialmente se asigne a esas lenguas pueda ser diferente en uno u otro municipio utilizándose denominaciones locales para cada una de las modalidades de la lengua.
Este cambio supone a su vez la única alteración de importancia con respecto a la ley de 2009, ya que al declarar la ley que las denominadas lenguas aragonesas de las zonas pirenaica y prepirenaica y oriental están compuestas por distintas modalidades lingüísticas se permite que estas modalidades tengan incluso relevancia oficial previendo que se puedan aprobar denominaciones oficiales distintas para ellas. Al mismo tiempo, y en línea con esa falta de reconocimiento de la unidad de una y otra lengua, la nueva ley lleva a cabo la supresión de la mayor parte del aparato administrativo de normalización lingüística del aragonés y el catalán que preveía la anterior ley, así como la acción pública en relación con la presencia en el ámbito socioeconómico de dichas lenguas.
Así pues, la nueva ley suprime el Consejo Superior de Lenguas de Aragón, la Academia Aragonesa de la Lengua Catalana y la Academia de la Lengua Aragonesa, siendo sustituidos por una única Academia Aragonesa de la Lengua a la que se hace acreedora de las funciones normativas y consultivas.
En relación con las denominaciones adoptadas por la ley para referirse a las lenguas propias y de manera simultánea al debate parlamentario, se popularizaron rápidamente a nivel social y periodístico los acrónimos LAPAPYP o lapapyp, y LAPAO o lapao, aunque el Gobierno aragonés señaló que estos acrónimos ni son oficiales ni aparecen en el texto de la ley, sosteniendo que son inventados por la oposición y por los sectores catalanistas.
Finalmente, en 2016, se introdujo en el ordenamiento legislativo aragonés que las lenguas y modalidades lingüísticas propias a las que se refiere esta ley son en concreto el aragonés y el catalán de Aragón.

### Zonificación lingüística

Predominio lingüístico por municipios del aragonés, el castellano y el catalán según el Anteproyecto de Ley Lenguas de Aragón de 2001.

La nueva norma continúa utilizando el concepto legal de la zonificación lingüística o predominio lingüístico como instrumento para garantizar la diversidad y pluralismo lingüístico de la comunidad autónoma. Sin embargo, frente a la zonificación lingüística completa que disponía la ley de 2009 al reconocer que el territorio aragonés se dividía en cuatro zonas lingüísticas diferentes (predominio aragonés, predominio catalán, predominio mixto aragonés-catalán y uso exclusivo del castellano), el nuevo texto legal se limita a reconocer, enclavadas dentro del territorio de Aragón, la existencia particular de dos zonas lingüísticas específicas:
- Una zona de utilización histórica predominante de la lengua aragonesa propia de las áreas pirenaica y prepirenaica (actualmente definido como aragonés [9]) con sus modalidades lingüísticas (que podría entenderse referida a la antigua zona de predominio del aragonés).
- Una zona de utilización histórica predominante de la lengua aragonesa propia del área oriental (actualmente definido como catalán de Aragón [9]) con sus modalidades lingüísticas (que podría entenderse referida a la antigua zona de predominio del catalán).

La nueva ley, al igual que hacía la de 2009, no delimita dichas zonas, sino que deja al desarrollo reglamentario que se haga del texto legal la determinación concreta de qué municipios comprende cada una de las dos zonas; existiendo para ello el precedente del Anteproyecto de Ley de Lenguas de Aragón de 2001 que recogía una relación concreta de municipios de predominio lingüístico aragonés y catalán.

## Reacciones
Se trata de una ley bastante controvertida, cuya polémica comenzó ya antes de su aprobación.
Incluso se llegó a poner en marcha una petición internauta para detener el proceso de aprobación que llegó a contar con más de 4 828 firmas. También ha recibido peticiones, como la de la Academia de Buenas Letras de Barcelona, pidiendo la restauración de la denominación «catalán», o la de Rolde de Estudios Aragoneses con «un manifiesto firmado por más de 600 expertos en lenguas de España y Europa defendiendo la existencia del catalán y el aragonés en Aragón».
Sus promotores afirman que la nueva ley ha sido elaborada con «un criterio social y cultural» de la que la anterior carecía. Además, inciden en que la aplicación de la anterior ley hubiera supuesto un desembolso de hasta 39 millones de euros que en un momento de crisis económica hubiera sido inadecuado. Sus opositores, por el contrario, sostienen que las denominaciones de las lenguas propias contenidas en la ley carecen de «rigor académico» y califican su aprobación de «ridículo y bochorno» y acusan al gobierno de coalición de no haber perseguido ningún consenso en la aprobación de la ley, siendo que todas las enmiendas presentadas por la oposición (73 de PSOE, 53 de CHA y 42 de IU) fueron rechazadas.
La ley ha sido expresamente apoyada por la Plataforma No Hablamos Catalán, que no acepta la denominación de catalán para referirse a una lengua propia de Aragón, incluida su franja oriental.
Además de la oposición parlamentaria en las Cortes de Aragón, fuera de la comunidad autónoma otros partidos también se manifestaron en contra, como CDC, (y por tanto también la Generalidad de Cataluña), Cs, el PP catalán, ICV-EUiA, CUP y el PSC, los cuales registraron en el Parlamento catalán una resolución que instaba al gobierno aragonés a dar marcha atrás.
En los días siguientes a la aprobación de la ley, los medios aragoneses se hacían eco de que la mayoría de los medios de ámbito nacional y los de internet ridiculizaban el contenido de la ley aprobada centrando sus críticas en la popularización de la denominación 'lapao'.
Los defensores de la ley sostenían sin embargo que el término lapao había sido inventado por sus detractores, y que los habitantes de esas zonas dan a sus modalidades los nombres, por ejemplo, de "fragati" en Fraga o "tamaritano" en Tamarite de Litera.
Por otro lado, también ha sido objeto de reacciones negativas el hecho de que no se haga referencia al castellano en la ley, algo que sí recogía la anterior ley, e incluso siendo criticada por UPyD por ser aprobada con fines políticos.
En junio de 2013 las seis asociaciones referenciales en la recuperación, enseñanza y normalización del aragonés, firman un manifiesto a favor del aragonés y con un claro posicionamiento en contra de la nueva ley de lenguas. Consello d'a Fabla Aragonesa, Asociación Nogará, Sociedad de Lingüística Aragonesa, Estudio de Filología Aragonesa y Ligallo de Fablans de l'Aragonés. Rolde de Estudios Aragoneses participa en el manifiesto pero al final decide no firmarlo.
Por su parte, el Gobierno de España declaró que respetaba la aprobación de la ley y recordó la competencia de las comunidades autónomas sobre la regulación de las lenguas cooficiales.
El ayuntamiento de Alcampell ya a los pocos días de ser aprobada rechazó esta ley y singularmente la denominación dada a la lengua catalana en ella. La Diputación Provincial de Huesca también aprobó una resolución en la que se exigía la derogación de la Ley de Lenguas, al no reconocer la realidad trilingüe de la comunidad. El 1 de junio de 2013 se reunieron en Mequinenza varios concejales y alcaldes de municipios de la Franja evocando la reunión celebrada en la misma ciudad 30 años antes y que finalizó con la firma de la llamada Declaración de Mequinenza para manifestar su oposición a la ley de 2013, por no reconocer al catalán como tal, sino bajo el circunloquio lengua aragonesa propia del área oriental.

## Consecuencias
Su aprobación supone la derogación de la anterior Ley de Lenguas del año 2009, además de la supresión del Consejo Superior de las Lenguas de Aragón y la creación de la Academia Aragonesa de la Lengua, con el objeto de determinar los topónimos y nombres oficiales de la comunidad, así como de fijar las normas de uso de las lenguas y modalidades lingüísticas propias.

## Implicaciones debidas a la modificación de 2016 de la Ley 3/1999, del Patrimonio Cultural Aragonés
Con posterioridad a la aprobación de la Ley 3/2003, las Cortes de Aragón aprobaron una modificación de la Ley 3/1999, del Patrimonio Cultural Aragonés, que entró en vigor el 4 de febrero de 2016, por la que "El aragonés y el catalán de Aragón, en los que están incluidas sus variedades dialectales, son las lenguas y modalidades lingüísticas propias a que se refieren el artículo 7 del Estatuto de Autonomía de Aragón de 2007 y la Ley 3/2013".